# Europäischer Menschenrechtspreis
Der Europäische Menschenrechtspreis (auch Menschenrechtspreis des Europarats) war ein seit 1980 vergebener Preis des  Europarates und wurde 2013 durch den jährlich vergebenen Václav-Havel-Menschenrechtspreis ersetzt.

## Europäischer Menschenrechtspreis (des Europarates)
Von 1980 bis 1998 wurde der Preis in Straßburg vom Ministerkomitee des Europarates (in der Regel) alle 3 Jahre an Einzelpersonen oder Personengruppen, Institutionen oder Organisationen verliehen, deren Tätigkeit einen hervorragenden Beitrag zum Schutz oder zur Förderung der Menschenrechte in Übereinstimmung mit den Prinzipien der individuellen Freiheit, politischen Freiheit und den Grundlagen des Rechts darstellt und im Geiste der Europäischen Menschenrechtskonvention.

### Preisträger
- 1980: Internationale Juristenkommission
- 1983: Die medizinische Sektion von amnesty international
- 1986: Christian Broda und Raúl Alfonsín
- 1989: Lech Wałęsa, Karl zu Schwarzenberg und die Internationale Helsinki-Föderation für Menschenrechte
- 1991: Frank Richter
- 1992: Felix Ermacora und Ärzte ohne Grenzen
- 1995: Sergei Adamowitsch Kowaljow und Raoul Wallenberg
- 1998: Die Human Rights Foundation of Turkey (HRFT), Chiara Lubich und das Committee on the Administration of Justice (CAJ), Nordirland

## Menschenrechtspreis der Parlamentarischen Versammlung des Europarates
Ab 2009 erfolgte die Verleihung des zweijährlichen PACE-Menschenrechtspreises. Die Liste der Kandidaten wurde von der Parlamentarische Versammlung des Europarates (PACE) zusammengestellt und sollte „herausragende zivilgesellschaftliche Maßnahmen zur Verteidigung der Menschenrechte in Europa“ belohnen. Einzelpersonen und Nichtregierungsorganisationen (NGO) konnten für den Preis nominiert werden, der von einem siebenköpfigen Panel aus Nominierungen von mindestens fünf Sponsoren ausgewählt wird. Der erste Preis wurde in einer Zeremonie in Straßburg im Juni 2009 während der Sommerplenarsitzung der Abgeordneten aus 47 Mitgliedsstaaten des Europarates verliehen.

### Preisträger
- 2009: British Irish Rights Watch (BIRW)
- 2011: Komitee gegen Folter (Комитет против пыток), russische Nichtregierungsorganisation
- 2013: Malala Yousafzai